# Sources du droit pénal français
Les sources du droit pénal sont les règles juridiques nationales et supranationales du droit pénal. Ces règles évoluent dans le temps en fonction de l'évolution de la société, des mentalités mais aussi en fonction des volontés politiques.

## Sources supranationales du droit pénal français

### Convention européenne des droits de l'homme du 4 novembre 1950
On ne peut exclure, en droit pénal, l’intervention de conventions internationales, mais elles portent en général sur des points de procédure (extradition, entraide policière) ou de droit pénal spécial (définitions uniformes d’infractions). 
Le droit pénal général n’est que peu touché par les normes internationales, à l’exception des normes de protection des droits fondamentaux : pactes de l’ONU, Convention sur les droits de l’enfant (même si les juridictions judiciaires ne l’appliquent que de manière détournée), et bien sûr Convention européenne des droits de l'homme.
Rappel : la Convention est appliquée par toutes les juridictions internes. Le Conseil constitutionnel refuse de contrôler la conformité des lois qui lui sont déférées à la Convention. Cette position pourrait être remise en cause depuis que le Conseil applique la théorie du traité-écran en matière européenne : pourquoi ne pas en transposer la logique en droit international ? La Constitution prévoit bien que la France respecte ses engagements internationaux !
La Convention EDH ne contient que peu de dispositions claires pouvant être appliquées telles quelles en droit pénal interne : tout au plus les états ont-ils l’obligation de protéger la vie, de prohiber la torture et de sanctionner les auteurs d’atteintes à la vie et les tortionnaires.
Par contre, les valeurs protégées par la Convention sont prises en compte par le juge pénal pour, éventuellement, refuser l’application d’une norme pénale liberticide. La contrariété de la loi pénale à la Convention résultera le plus souvent de la disproportion entre l’atteinte au droit individuel et l’intérêt général sauvegardé.
Exemples :
- Crim. 4 juin 1980 : la Cour de cassation juge que l’incrimination de proxénétisme qui vise la personne vivant avec une prostituée et bénéficiant des produits de la prostitution n’est pas contraire au droit de se marier protégé par la Convention.

Elle se base sur l’idée qu’il serait possible de se marier, ce qui est interdit c’est le partage des fruits de la prostitution.
Problème : le mariage implique nécessairement une communauté de vie, donc une certaine mise en commun des biens ; devoir de secours… Comment imaginer un mariage dans lequel une des parties ne peut rien accepter de l’autre ?
- CEDH, 30 mars 2004 : la Cour EDH considère que la condamnation de Radio France à diffuser un communiqué pour réparer une infraction de diffamation, n’est pas contraire à l’article 10 (liberté de communication).

- Crim. 21 février 1996 : la Cour de cassation considère que l’interdiction de la publicité en faveur du tabac n’est pas contraire à l’article 10 dès lors qu’elle constitue une mesure nécessaire à la protection de la santé publique.

- Crim. 4 septembre 2001 : la prohibition de la publication des sondages, par la presse nationale, la semaine précédant les élections, n’est pas nécessaire et proportionnée au but d’intérêt général poursuivi (la sérénité du scrutin), dans la mesure où les sondages sont accessibles par d’autres moyens, et notamment internet.

- CEDH, 25 juin 2002 : le délit d’offense publique à chef d’État étranger porte atteinte à la liberté d’expression sans répondre à un besoin social impérieux au sens de l’article 10 Conv. EDH.

On constate que l’article 10 est fréquemment invoqué, et ceci s’explique du fait que la liberté de la presse est régie par la loi sur la liberté de la presse du 29 juillet 1881 dont de nombreuses dispositions ne correspondent plus aux exigences actuelles en termes de droits individuels.
Le droit à la vie privée et familiale a été invoqué contre des règles de procédure pénale, ce qui a donné lieu à la loi encadrant strictement les écoutes téléphoniques. 
On pourrait songer à l’invoquer en droit pénal spécial, contre le délit de recel qui permet notamment l’incrimination de la famille ou des amis des délinquants dès lors qu’ils ont bénéficié, même moralement, ou détenu, même sans profit, le produit d’une infraction.
Le droit à la vie a été invoqué pour s’opposer à l’application du droit pénal aux faits d’euthanasie, ce que la Cour EDH a rejeté. Par contre, la Cour a indiqué que dans certains cas extrêmes, l’article 3 de la Convention pourrait interdire aux états de poursuivre pénalement un auteur d’euthanasie.

### Droit communautaire
En principe les institutions communautaires n’ont pas d’influence en droit pénal, qui reste un domaine réservé des états membres.
On constate cependant des limites à ce principe :
- le mécanisme de l’incrimination par renvoi qui fait dépendre une norme pénale interne du contenu d’une norme européenne.

Ex : Crim. 4 novembre 2003 qui se base sur un règlement communautaire pour considérer que le produit vendu par le prévenu entre dans la catégorie des « produits propres à effectuer la falsification de denrées » dont la mise en vente est prohibée par le droit pénal français.
- le mécanisme de l’autorisation de la loi qui interdira de condamner une personne respectant une norme communautaire alors même que son comportement violait une norme pénale interne.

- les principes et normes communautaires qui imposent une égalité de traitement et qui ont par exemple eu pour conséquence l’extension de l’incrimination de corruption de fonctionnaire nationaux aux fonctionnaires communautaires. Sans créer réellement de norme pénale, le droit communautaire peut étendre l’application d’une norme interne à une situation communautaire.

- la communauté pourrait revendiquer une compétence pénale propre, pour défendre ses intérêts et protéger les objectifs communautaires ; elle préfère pour des raisons politiques s’en tenir à des mesures dites administratives (sanctions décidées par la commission).

## Constitution et la loi
La règle de droit s'exprime essentiellement par la loi contrairement à l'Ancien Régime où la coutume jouait un rôle prépondérant. 

### Loi
Les règles du droit pénal sont matérialisées essentiellement par le Code pénal. Dans le système de droit romano-germanique, le comportement criminel doit être déterminé par la loi ("nulla poena sine lege scripta", « keine Strafe ohne Gesetz »). Seul un texte peut édicter une sanction. Elle est accessible à la connaissance de tous et ce caractère de généralité lui confère l'autorité nécessaire pour assurer son effectivité.
Selon l'article 112-1 du Code pénal, Seuls sont punissables les faits constitutifs d'une infraction à la date où ils ont été commis. Ce texte fondamental exprime la non-rétroactivité de la loi. Cette non-rétroactivité s'applique aussi lorsque la nouvelle loi est plus sévère. Cependant, il existe des exceptions notamment en matière de crime contre l'humanité (procès de Nuremberg). La rétroactivité s'applique lorsque la nouvelle loi est plus douce que l'ancienne par exemple si elle supprime une incrimination. Ainsi, le nouveau Code a supprimé le 1er mars[Quand ?] 1994 l'incrimination de vagabondage et de mendicité.

### Constitution
L’objet de la Constitution est d’abord l’organisation politique du pays. Elle ne comporte que peu de règles de droit pénal.
La constitution de 1958 n’a acquis de véritable intérêt en droit pénal que depuis la décision « liberté d’association » par laquelle le Conseil constitutionnel, en 1971, a intégré la déclaration des droits de l'homme et du citoyen de 1789 au bloc de constitutionnalité, s’attribuant le pouvoir de contrôler la conformité des lois à cette déclaration.
La constitution intéresse également le droit pénal en ce qu’elle détermine, dans ses articles 34 et 37, l’autorité compétente en matière pénale.
Le législateur est seul compétent pour déterminer les incriminations et les peines en matière délictuelle et criminelle. Le pouvoir réglementaire est compétent pour les contraventions.
Ces articles 34 et 37 viennent assouplir le principe de légalité fixé à l’article 4 de la ddhc : « les bornes (à la liberté) ne peuvent être déterminées que par la loi », principe repris aux articles 7 et 8 de la ddhc.

## Sources secondaires
- la coutume : elle joue surtout un rôle d'interprétation notamment en matière de bonnes mœurs ou de pudeur, ces notions n'étant pas légalement définies. On peut également citer les courses de taureaux ou les combats de coqs lorsqu'il y a « tradition locale ininterrompue ».
- les principes généraux du droit : ils expriment le mieux leur épanouissement en procédure pénale. La Cour de cassation a dégagé des principes essentiels comme la présomption d'innocence, le respect des droits de la défense,...